# Amtsbezirk Haag (Oberösterreich)
Der Amtsbezirk Haag  war eine Verwaltungseinheit im Hausruckkreis in Oberösterreich.
Der Amtsbezirk war der Kreisbehörde in Wels unterstellt und besorgte deren Amtsgeschäfte vor Ort. Die Zuständigkeit erstreckte sich neben Haag auf die damaligen Gemeinden Aistersheim, Gaspoltshofen, Geboltskirchen, Geiersberg, Pram, Rottenbach und Wendling und umfasste damals einen Markt und 241 Dörfer.